# Antonio Maria Graziani
Antonio Maria Graziani est un historien italien né à Sansepolcro (Toscane) le 23 octobre 1537 et mort à Amelia le 16 mars 1611.

## Biographie
Antonio Maria Graziani avait vingt et un ans lorsqu’il commença ses études classiques mais, grâce à son travail et son intelligence, il regagna vite le temps perdu, apprit la jurisprudence, se rendit à Rome, où il devint secrétaire de l’évêque Giovanni Francesco Commendone (1560), accompagna en Allemagne et en Pologne ce prélat, devenu nonce et cardinal, puis revint à Rome (1584), où Sixte-Quint le prit pour secrétaire. Après la mort de ce pontife, Graziani s’attacha au cardinal Montalto, contribua à faire élire pape Clément VIII, qui le nomma évêque d’Amelia (1592), fut envoyé, quatre ans plus tard, en qualité de nonce, à Venise, fit preuve, comme diplomate, d’autant de prudence que d’habileté puis se retira dans son diocèse (1598).

## Œuvres
On a de lui plusieurs ouvrages :
- De bello Cyprio libri V, Rome, 1614, in-fol. ; Nuremberg, 1661, in-12. Son neveu fut l’éditeur de cette histoire, dont on loue l’exactitude et l’élégance : elle a été traduite en français par Le Pelletier, Paris, 1685, in-4° ;
- De vita Commendonis cardinalis libri IV, Paris, 1669, in-4°. Cette édition est due aux soins de Fléchier, qui a traduit l’ouvrage en français.
- De casibus virorum illustrium, Paris, 1680, in-4°. Ferdinand von Fürstenberg, évêque de Paderborn et de Munster, en remit le manuscrit à Fléchier, qui le publia avec une préface. Cet ouvrage a été traduit en français par Le Pelletier ;
- De scriptis invita Minerva libri XX, Florence, 1728, 2 vol. in-4°, avec une préface et des notes du P. Girolamo Lagomarsini, jésuite. Graziani avait donné ce titre singulier à cet ouvrage, parce qu’il le composa malgré lui, et uniquement pour plaire à son frère. Les quatre premiers livres contiennent des recherches sur l’origine de Sansepolcro ; les huit suivants, des mémoires sur sa famille et la notice des voyages faits par son frère en Asie et en Égypte ; enfin les huit derniers, les mémoires de sa vie.

Apostolo Zeno conservait en manuscrit deux volumes in-folio de lettres écrites par Graziani pendant sa légation de Venise. Francesco Parisi en a inséré quelques-unes dans son Epistolographia, Rome, 1787. On a encore de Graziani des Statuts synodaux pour son diocèse, et quelques opuscules restés en manuscrit, entre autres l’Éloge de Pogge.

## Source
- « Antonio Maria Graziani », dans Pierre Larousse, Grand dictionnaire universel du XIXe siècle, Paris, Administration du grand dictionnaire universel, 15 vol., 1863-1890 [détail des éditions].
- « Antonio Maria Graziani », dans Louis-Gabriel Michaud, Biographie universelle ancienne et moderne : histoire par ordre alphabétique de la vie publique et privée de tous les hommes avec la collaboration de plus de 300 savants et littérateurs français ou étrangers, 2e édition, 1843-1865 [détail de l’édition]